# Ordre militaire de Saint-Nicolas

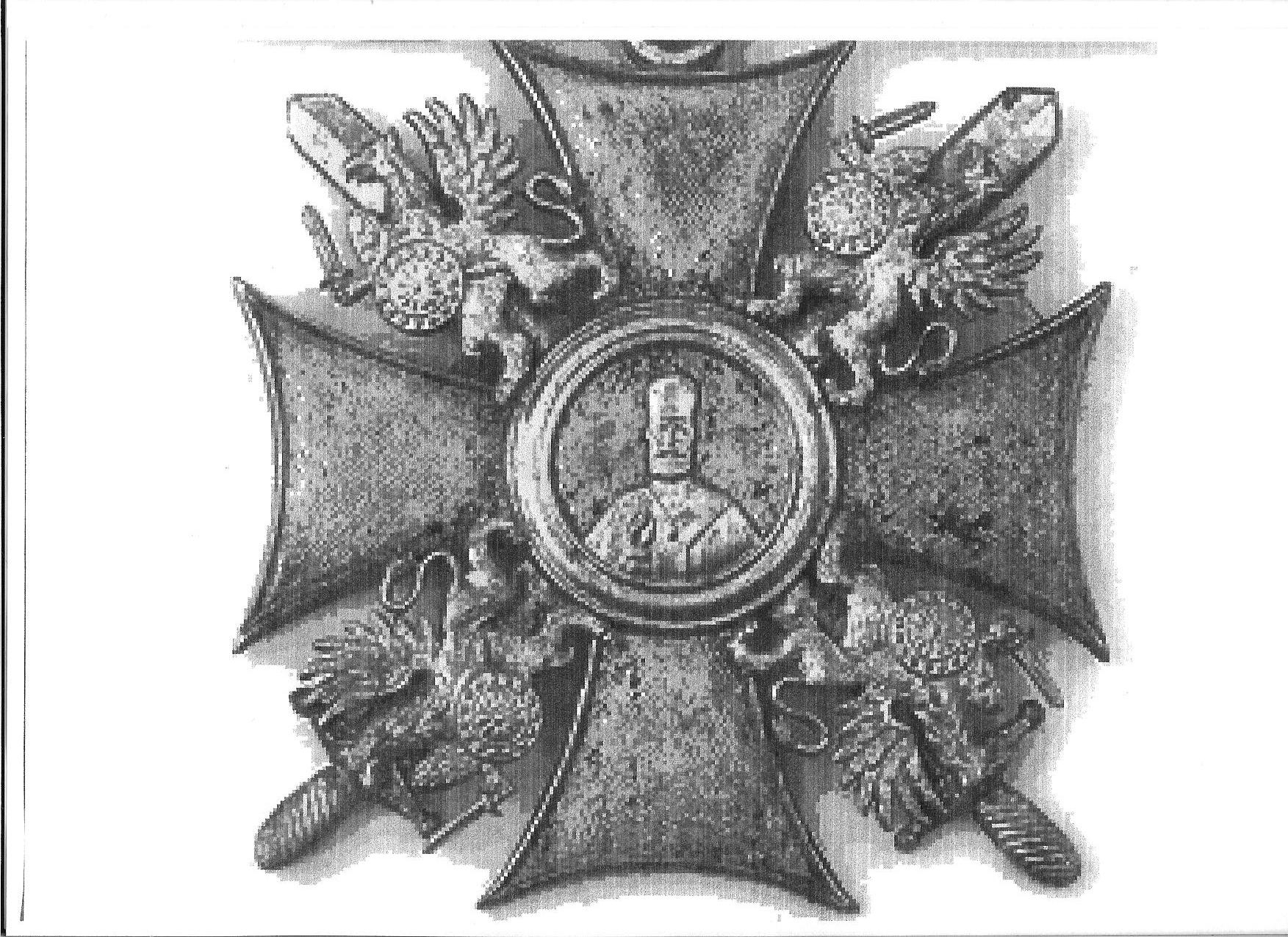
médaille d’un premier modèle avec un griffon (emprunté aux armes des Romanovs) entre les bras de la croix.

Pour les articles homonymes, voir Nicolas et Saint-Nicolas.

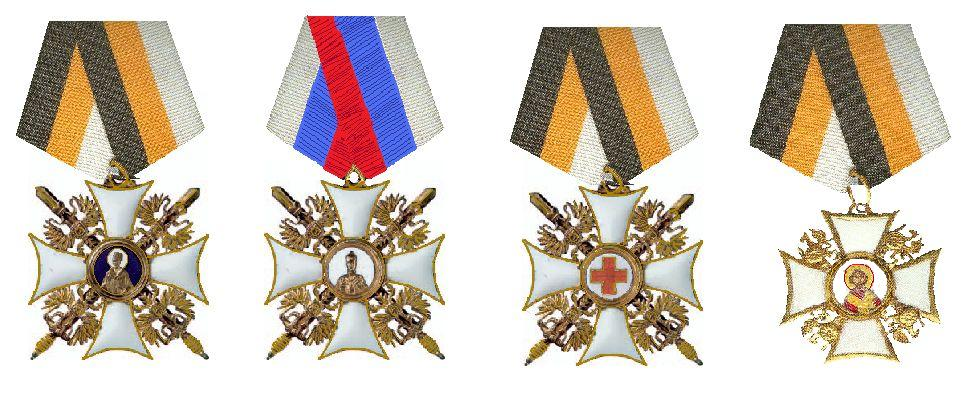
quatre croix d’époques différentes.

L’Ordre militaire de Saint-Nicolas, (russe: Импера́торский Вое́нный О́рден Святи́теля Никола́я Чудотво́рца) est un ordre dynastique de la maison Romanov institué en 1929 par Cyrille Vladimirovitch de Russie pour les vétérans de la Première Guerre mondiale engagés dans l’armée impériale entre mars et novembre 1917.
Elle remplaçait l’Ordre de Saint-Georges qui n’était plus décerné et était sous le patronage de Saint Nicolas, le protecteur des Armées blanches.
Cet ordre avait été projeté dès 1915 par Nicolas II mais la révolution de 1917 empêcha sa création. Une décoration similaire, l’ordre de Saint-Nicolas le Thaumaturge, fut instaurée en 1920 par le général Wrangel.
Le ruban aux couleurs héraldiques (blanc-jaune-noir) pouvait être porté par les personnes ayant servi dans l'armée ou la flotte impériale avant l'abdication de Nicolas II, ceux ayant servi après portant l'insigne à un ruban aux couleurs nationales (blanc-bleu-rouge).